# Asteracmea crebristriata
Asteracmea crebristriata is een slakkensoort uit de familie van de Lottiidae. De wetenschappelijke naam van de soort is voor het eerst geldig gepubliceerd in 1904 door Verco.